# Jewgeni Welitschko
Jewgeni Alexandrowitsch Welitschko (russisch Евгений Александрович Величко; * 2. April 1987 in Schtschutschinsk, Oblast Zelinograd, Kasachische SSR, Sowjetunion) ist ein ehemaliger kasachischer Skilangläufer.

## Werdegang
Welitschko nahm von 2007 bis 2022 an Wettbewerben der Fédération Internationale de Ski teil. Sein erstes Weltcuprennen lief er im November 2008 in Gällivare, welches er auf dem 21. Platz mit der Staffel beendete. Die Tour de Ski 2008/09 beendete er auf den 38. Platz in der Gesamtwertung. Dabei holte er seine ersten Weltcuppunkte. Bei den nordischen Skiweltmeisterschaften 2009 in Liberec errang er den 68. Platz im Sprint, den 47. Rang über 15 km klassisch und den zehnten Platz mit der Staffel. Bei der Tour de Ski 2009/10 errang er den 30. Platz in der Gesamtwertung. Dabei erreichte er im Val di Fiemme mit dem 14. Platz im 20-km-Massenstartrennen sein bestes Resultat im Weltcupeinzel. Seine besten Platzierungen bei seiner ersten Olympiateilnahme 2010 in Vancouver waren der 28. Platz im 30-km-Skiathlonrennen und der 11. Rang mit der Staffel. Im Februar 2011 gewann er bei den Winter-Asienspiele Gold mit der Staffel. Bei den nordischen Skiweltmeisterschaften 2011 in Oslo belegte er den 40. Platz über 15 km klassisch und den 13. Rang mit der Staffel. Die Tour de Ski 2011/12 und 2012/13 beendete er auf dem 32. und dem 56. Platz in der Gesamtwertung. Bei den nordischen Skiweltmeisterschaften 2013 im Val di Fiemme kam er auf den 50. Platz über 15 km Freistil, den 34. Rang im Skiathlon und den 13. Rang mit der Staffel. Im Januar 2014 wurde er kasachischer Meister im 15-km-Massenstartrennen. Seine besten Resultate bei den Olympischen Winterspielen 2014 in Sotschi waren der 31. Rang im Skiathlon und der 13. Platz mit der Staffel.
Im Januar 2015 gewann Welitschko bei der Winter-Universiade 2015 in Štrbské Pleso Silber mit der Staffel. Im folgenden Monat belegte er bei den nordischen Skiweltmeisterschaften 2015 in Falun den 51. Platz im Skiathlon und den 13. Rang mit der Staffel. Bei den nordischen Skiweltmeisterschaften 2017 in Lahti kam er auf den 42. Platz im Skiathlon und auf den neunten Rang mit der Staffel. Seine besten Platzierungen bei den Olympischen Winterspielen 2018 in Pyeongchang waren der 39. Platz im 50-km-Massenstartrennen und der achte Rang mit der Staffel. Im folgenden Jahr belegte er bei den Nordischen Skiweltmeisterschaften in Seefeld in Tirol den 42. Platz im Skiathlon, den 37. Rang im 50-km-Massenstartrennen und den siebten Platz mit der Staffel. Im Dezember 2020 wurde er kasachischer Meister im Sprint. Bei den Nordischen Skiweltmeisterschaften 2021 in Oberstdorf lief er auf den 49. Platz über 15 km Freistil, auf den 46. Rang im Skiathlon und auf den 12. Platz mit der Staffel. In der Saison 2021/22 errang er den 51. Platz bei der Tour de Ski 2021/22 und nahm bei den Olympischen Winterspielen 2022 an vier Rennen teil. Seine beste Platzierung dabei war der 40. Platz über 15 km klassisch.

## Teilnahmen an Weltmeisterschaften und Olympischen Winterspielen

### Olympische Spiele
- 2010 Vancouver: 11. Platz Staffel, 28. Platz 30 km Skiathlon, 39. Platz 50 km klassisch Massenstart, 56. Platz 15 km Freistil
- 2014 Sotschi: 13. Platz Staffel, 31. Platz 30 km Skiathlon, 34. Platz 15 km klassisch, 55. Platz 50 km Freistil Massenstart
- 2018 Pyeongchang: 8. Platz Staffel, 39. Platz 50 km klassisch Massenstart, 43. Platz 30 km Skiathlon, 61. Platz 15 km Freistil
- 2022 Peking: 40. Platz 15 km klassisch, 43. Platz 50 km Freistil Massenstart, 55. Platz 30 km Skiathlon, 62. Platz Sprint Freistil

### Nordische Skiweltmeisterschaften
- 2009 Liberec: 10. Platz Staffel, 47. Platz 15 km klassisch, 68. Platz Sprint Freistil
- 2011 Oslo: 13. Platz Staffel, 40. Platz 15 km Freistil
- 2013 Val di Fiemme: 13. Platz Staffel, 34. Platz 30 km Skiathlon, 50. Platz 15 km Freistil
- 2017 Lahti: 9. Platz Staffel, 42. Platz 30 km Skiathlon
- 2019 Seefeld in Tirol: 7. Platz Staffel, 37. Platz 50 km Freistil Massenstart, 42. Platz 30 km Skiathlon
- 2021 Oberstdorf: 12. Platz Staffel, 46. Platz 30 km Skiathlon, 49. Platz 15 km Freistil

## Platzierungen im Weltcup

### Weltcup-Statistik
Die Tabelle zeigt die erreichten Platzierungen im Einzelnen.
- 1.–3. Platz: Anzahl der Podiumsplatzierungen
- Top 10: Anzahl der Platzierungen unter den ersten zehn
- Punkteränge: Anzahl der Platzierungen innerhalb der Punkteränge
- Starts: Anzahl gelaufener Rennen in der jeweiligen Disziplin
- Hinweis: Bei den Distanzrennen erfolgt die Einordnung gemäß FIS.

| Platzierung         | Distanzrennen a | Distanzrennen a | Distanzrennen a | Distanzrennen a | Distanzrennen a | Skiathlon Verfolgung | Sprint | Etappen- rennen b | Gesamt | Team c | Team c  |
| Platzierung         | ≤ 5 km          | ≤ 10 km         | ≤ 15 km         | ≤ 30 km         | > 30 km         | Skiathlon Verfolgung | Sprint | Etappen- rennen b | Gesamt | Sprint | Staffel |
| ------------------- | --------------- | --------------- | --------------- | --------------- | --------------- | -------------------- | ------ | ----------------- | ------ | ------ | ------- |
| 1. Platz            |                 |                 |                 |                 |                 |                      |        |                   |        |        |         |
| 2. Platz            |                 |                 |                 |                 |                 |                      |        |                   |        |        |         |
| 3. Platz            |                 |                 |                 |                 |                 |                      |        |                   |        |        |         |
| Top 10              |                 |                 |                 |                 |                 |                      |        |                   |        |        | 5       |
| Punkteränge         |                 |                 | 6               |                 |                 | 5                    |        | 1                 | 12     | 2      | 13      |
| Starts              | 6               | 6               | 38              | 5               | 1               | 28                   | 30     | 11                | 125    | 3      | 13      |
| Stand: Karriereende |                 |                 |                 |                 |                 |                      |        |                   |        |        |         |

### Weltcup-Gesamtplatzierungen
| Saison  | Gesamt | Gesamt | Distanz | Distanz |
| Saison  | Punkte | Platz  | Punkte  | Platz   |
| ------- | ------ | ------ | ------- | ------- |
| 2008/09 | 5      | 166.   | 5       | 103.    |
| 2009/10 | 37     | 107.   | 33      | 71.     |
| 2011/12 | 30     | 112.   | 30      | 72.     |
| 2012/13 | 8      | 148.   | 8       | 94.     |
| 2016/17 | 11     | 131.   | 11      | 90.     |
| 2017/18 | 12     | 124.   | 12      | 82.     |
| 2021/22 | 5      | 137.   | -       | -       |